# Río Segura
El Segura (en latín: flumen Tader) es un  río del sureste de España. Desde la Edad Antigua es citado por fuentes como Rufo Avieno en su Ora maritima 459-460, al situar emplazamientos fenicios en su entorno.
Nace en la sierra de Segura a 5 km de Pontón Bajo, en una pequeña aldea llamada Fuente Segura, en el municipio de Santiago-Pontones (Jaén). Discurre por las provincias de Jaén, Albacete, Región de Murcia y Alicante. Desemboca en el Mediterráneo, en Guardamar del Segura (Alicante), tras un recorrido de 325 km y una cuenca hidrográfica de 14 936 km². La superficie que abarca su confederación hidrográfica es de 18 870 km² al incluir las ramblas de la costa sur de Alicante y de la Región de Murcia
Es uno de los ríos con mayor aprovechamiento hidrológico, conocido también por su irregularidad causante de grandes inundaciones alternadas con periodos largos de sequía y en las últimas décadas tristemente famoso por los graves problemas de contaminación de sus aguas, sobre todo en el curso bajo, aunque de forma reciente se ha apreciado una considerable mejora tras importantes inversiones en depuración y recuperación.

## Recorrido
El río Segura discurre por las provincias de Jaén, Albacete, Murcia y Alicante, contando a lo largo de su recorrido con numerosos afluentes y embalses. Su cuenca hidrográfica se divide en curso alto, curso medio y curso bajo.

### Curso alto

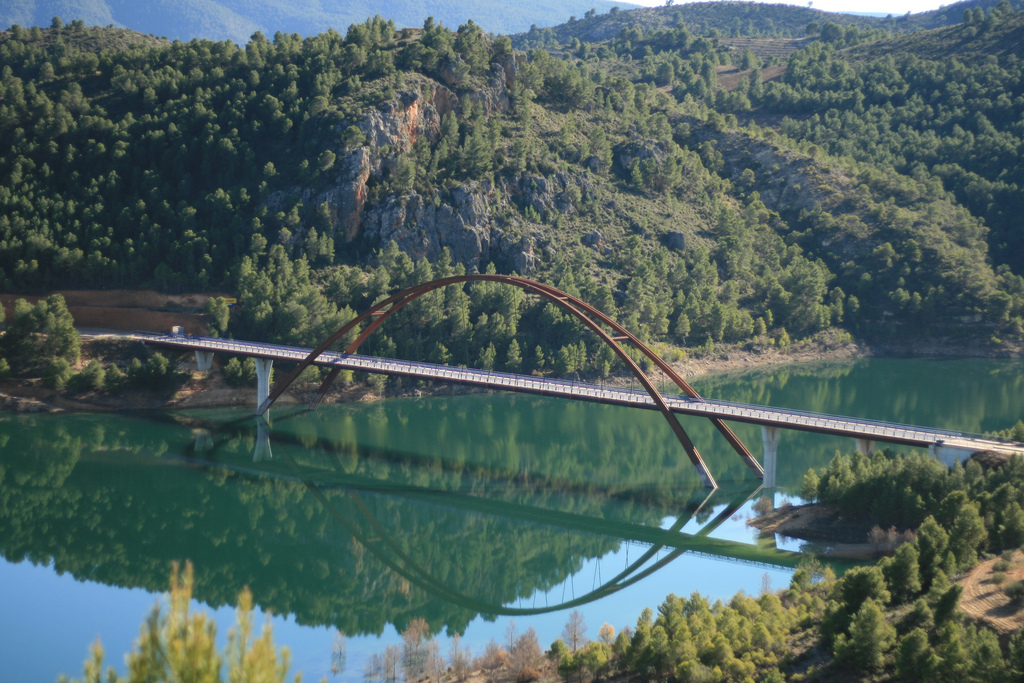
Vista del Puente de La Vicaria sobre el embalse de la Fuensanta en el municipio de Yeste.

Sus aguas brotan de una cueva natural inundada, a 1413 m sobre el nivel del mar, fruto de una resurgencia cárstica en la pequeña aldea de Fuente Segura, del término municipal de Santiago-Pontones, en la sierra de Segura. Durante sus primeros kilómetros el río transcurre por un valle estrecho y profundo donde recibe afluentes cortos pero de abundante caudal, como los ríos Madera, Zumeta y Tus, todos con régimen pluvionival de raigambre oceánico-mediterránea. Así el módulo es elevado, de 8,26 /s/k² en Fuensanta (Albacete). El valle está cerrado en algunos tramos por embalses como el de Anchuricas (1957), Fuensanta (1933) o el del Cenajo (1957), que permiten un importante aprovechamiento hidroeléctrico para la producción de energía y una regulación del caudal del río prácticamente total en su curso alto y gran parte del medio.

### Curso medio

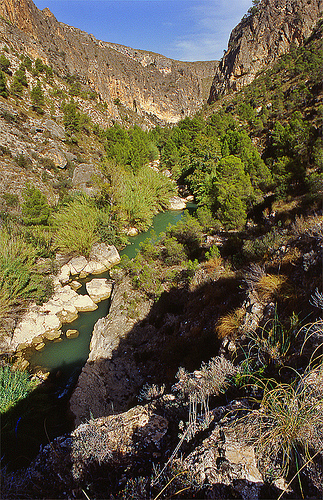
El Cañón de Almadenes, entre Calasparra y Cieza.

Aguas abajo del Cenajo recibe a su principal afluente, el río Mundo, que lleva en la confluencia tanto caudal como el propio Segura (del Mundo vienen los caudales del Trasvase del Tajo), y es aquí cuando el valle comienza a ensancharse formando una llanura aluvial estrecha pero muy fértil, llamada «vega» y que conforma las comarcas naturales en torno al río. Ya en esta zona el lecho se sitúa a una altura inferior a los 200 m s. n. m. pese a que queda todavía un largo tramo hasta su desembocadura, de ahí que el recorrido sea sinuoso, formando meandros, y que las aguas discurran lentas ya desde la Vega Alta.

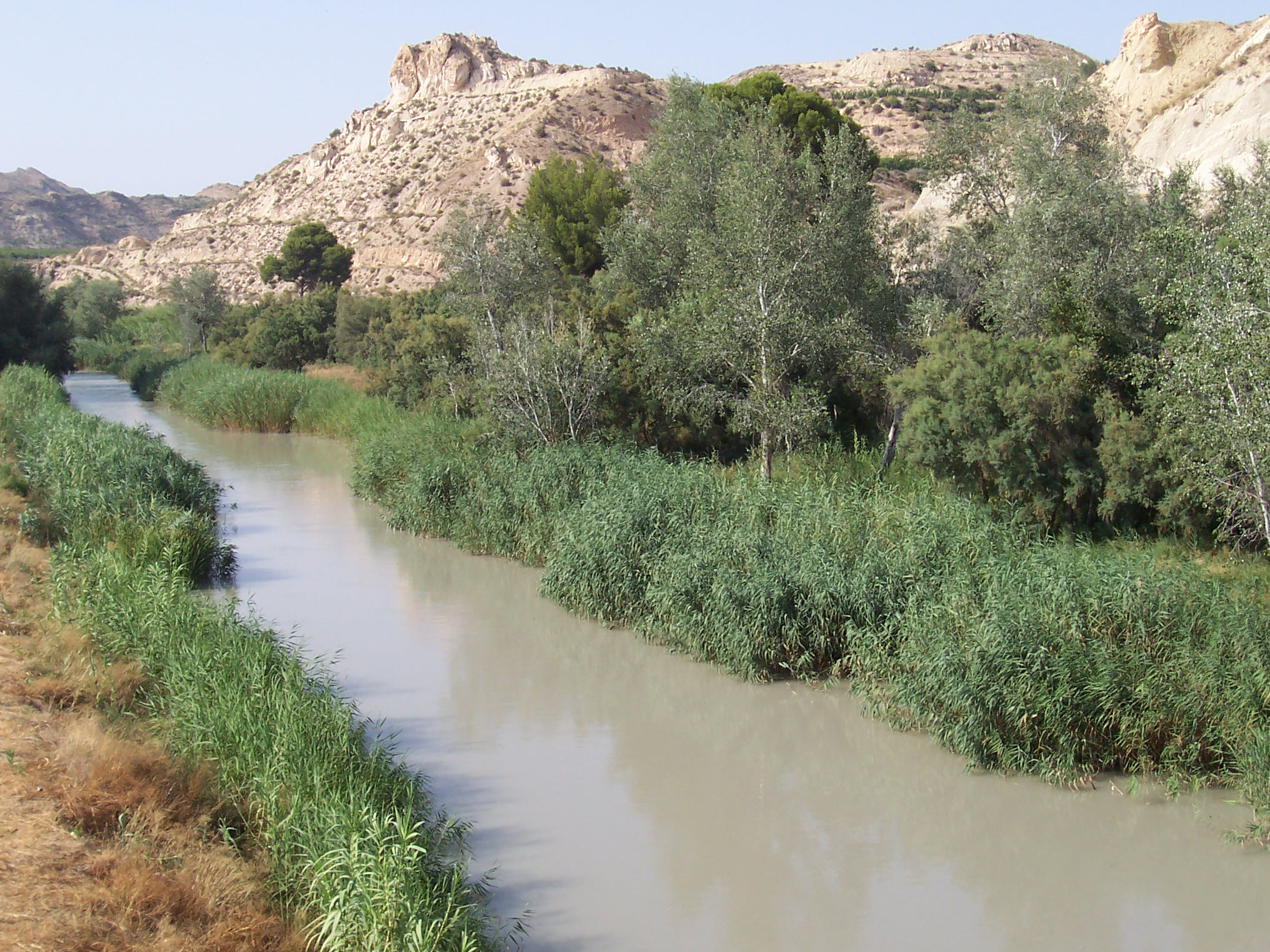
El río a su paso por Archena,

Entre los términos municipales de Calasparra y Cieza se encuentra el espacio natural protegido del Cañón de Almadenes, que tiene casi cuatro kilómetros de longitud y en algunas zonas más de cien metros de desnivel al atravesar la sierra del Molino.
Recibe en este tramo a afluentes como el Moratalla, el Argos y el Quípar, todos estos ríos-rambla mediterráneos, para entrar después a las cuencas morfoestructurales de Cieza, Abarán y Blanca, que conforman la Vega Alta del Segura, zona aprovechada para el regadío desde hace siglos. Tras estos parajes el Segura entra en el llamado desfiladero del Solvente, aprovechado para retener sus aguas en el azud de Ojós, del que parten los canales izquierdo y derecho del Post-Trasvase Tajo-Segura.

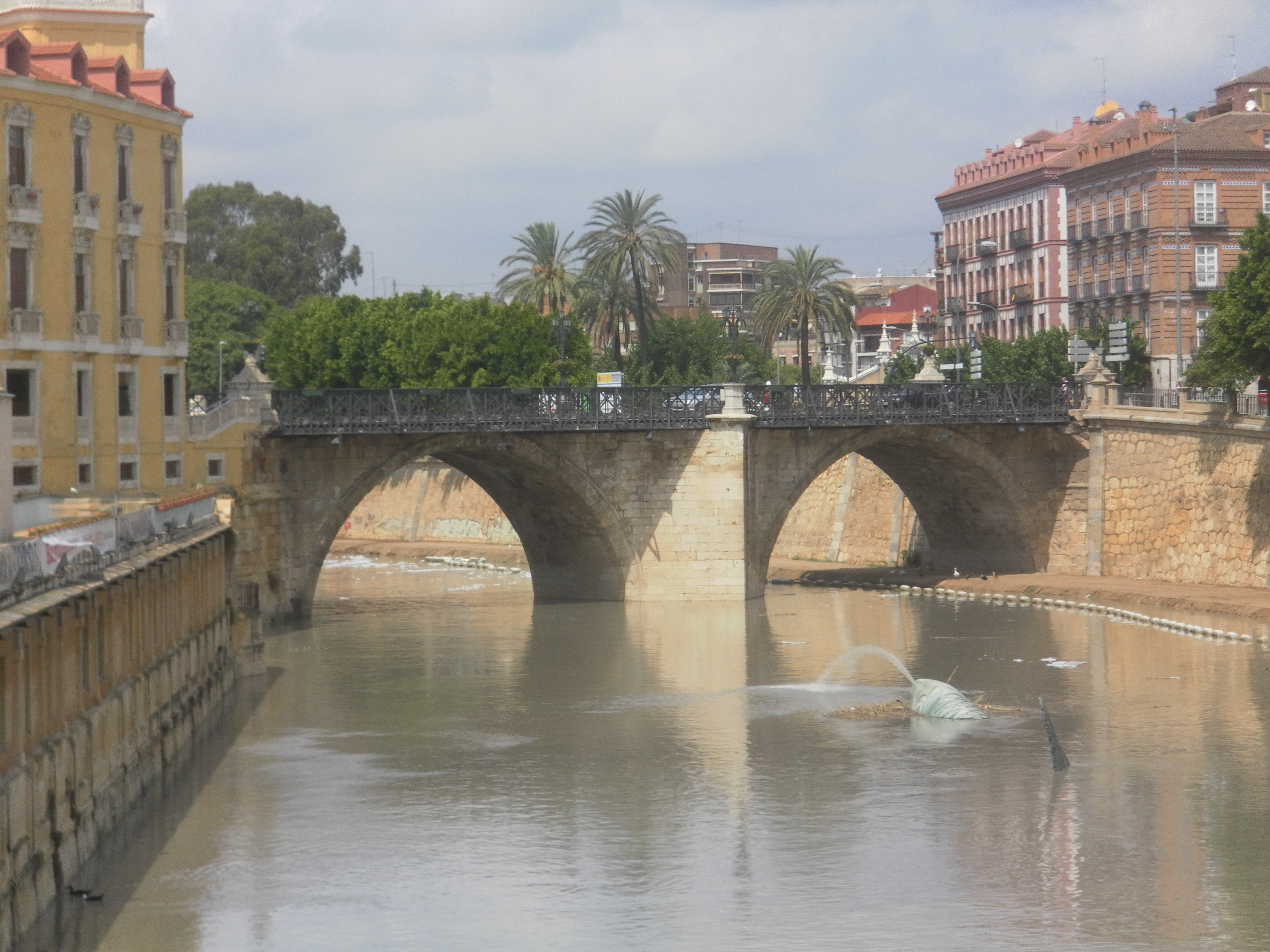
Río Segura a su paso por el puente de los Peligros de la ciudad de Murcia.

A partir del Solvente el río discurre por el famoso Valle de Ricote, un estrecho valle aluvial de enraizada tradición agrícola y que históricamente fue habitado por los últimos moriscos del reino de Murcia. El Segura sale de este valle al atravesar la localidad de Archena, en donde pasa a una vega mucho más amplia, denominada Vega Media.
Aguas abajo se encuentra el azud de la Contraparada, en donde ya se inicia la conocida comarca de la Huerta de Murcia. Hasta ahí el río había discurrido por una línea de fractura con disposición prácticamente norte-sur entre Cieza y Alcantarilla, para penetrar a partir de esta última localidad en el tramo final de la depresión intrabética y seguir por la misma hasta Orihuela en dirección suroeste-noreste. 
El tramo que discurre a partir de la Contraparada forma parte de la amplia fosa tectónica del Guadalentín (también llamada Depresión prelitoral murciana), afluente que confluye con el Segura aguas abajo de la ciudad de Murcia, en la pedanía de Beniaján y que es el eje de un valle de orientación suroeste-noreste que se inicia en Puerto Lumbreras.
Aquí la llanura aluvial comienza a tener una anchura considerable y el lecho se sitúa ya en torno a los 50 m sobre el nivel del mar tan solo, de ahí su intenso aprovechamiento en torno a la ciudad de Murcia que causa una considerable merma en el caudal del río, con los consiguientes problemas de contaminación que en los últimos años parecen haber sido subsanados.
Los afluentes que recibe en el curso medio son los prototípicos ríos-rambla mediterráneos de amplio lecho pedregoso, habitualmente seco o con escasísimo caudal, pero capaces de vehicular importantes caudales. Entre ellos destacan el río Mula y el Guadalentín, este último el de mayor cuenca de todos sus afluentes, que además ha sido históricamente el responsable de desastrosas avenidas aguas abajo de Murcia.

### Curso bajo

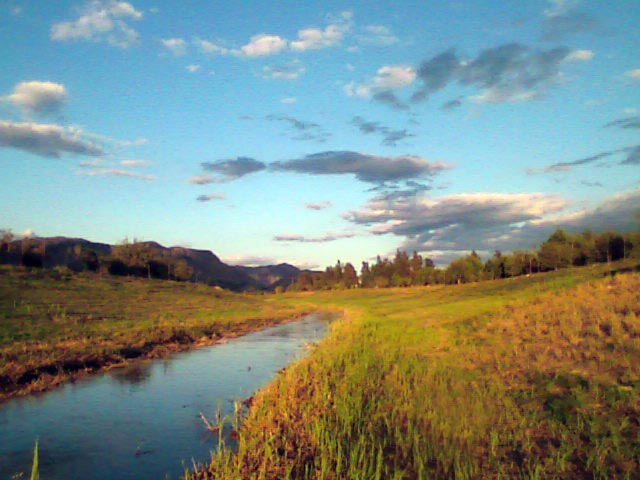
El río a su paso por Desamparados, pedanía huertana de Orihuela.

Una vez que el Segura cruza Beniel y entra en la provincia de Alicante, comienza el último tramo del mismo, la denominada Vega Baja del Segura, donde la gran cantidad de los depósitos fluviales y el trabajo agrícola han determinado una llanura casi total, con una pendiente media al 0,5 por mil.
El lecho ordinario, incapaz de desaguar riadas de consideración, aparece encajado una decena de metros en el mayor, un amplio llano de inundación que configura la «vega» en el sentido estricto. Es llamativa la posición excéntrica del río en dicha vega, causada por un fenómeno de subsidencia aún operativa y el empuje de los depósitos acumulados por las ramblas de su izquierda, rechazado hacia su derecha, por lo que el Segura se adosa a los relieves meridionales con curso ondulado y cambiante por el estrangulamiento de meandros y costa artificial en los mismos para favorecer el desagüe de las avenidas. En gran parte está canalizado para evitar inundaciones, aun así el lecho es considerado insuficiente por muchos expertos ya que tiene una capacidad aproximada de 150 m³/s en Orihuela, cuando las mayores avenidas han superado los 1000 m³/s. Otro de los llamados «cuellos de botella» se encuentra en Rojales, al atravesar el puente de Carlos III.

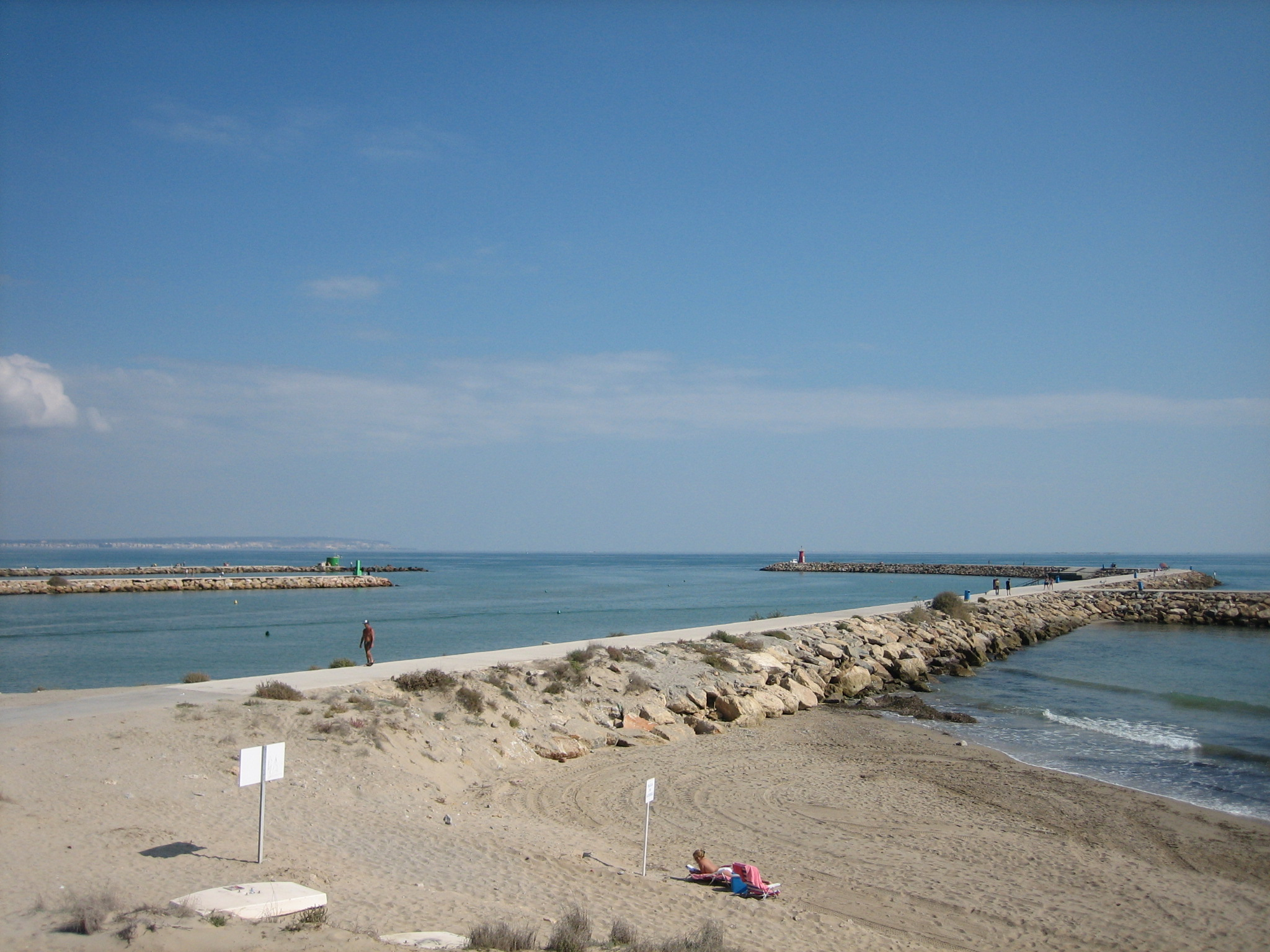
Desembocadura del río Segura en Guardamar.

La desembocadura en el Mediterráneo, la Gola del Segura, se produce al norte de Guardamar del Segura, partiendo en dos las dunas costeras de gran altura, que dejan por tanto a la vega del río como una zona cerrada al mar. Tiene una anchura de 221 m en el cauce artificial en su desembocadura, con una especie de dique central. Debido a que la zona cerrada es muy baja hay lagunas en su zona norte como son el Hondo de Elche-Crevillente, que se nutre de los sobrantes del Segura que llegan a través de azarbes que canalizan las aguas vivas y muertas, y las Salinas de Santa Pola, éstas de agua salada y ya próximas al Vinalopó. La merma de caudal durante todo su recorrido se traduce en el caudal medio en su curso bajo, siendo el módulo en Orihuela de 5 m³/s en la actualidad cuando la media hasta finales de la década de 1970 era de 21,59 m³/s y más reducido es el caudal que aporta al mar, que era de 5 m³/s y 0,34 l/s/k² y en los últimos años se ha visto reducido a menos de 1 m³/s.

## Red de afluentes
Los principales afluentes y subafluentes del Segura, ordenados desde su nacimiento a la desembocadura, son los siguientes:
| Por la derecha: - Río Zumeta - Río Taibilla, 2,95 m³/s - Río Alhárabe, 0,20 m³/s - Río Benamor - Río Argos, 0,50 m³/s - Río Quípar, 0,79 m³/s - Río Mula, 5,10 m³/s - Río Pliego - Rambla Salada - Río Guadalentín, Sangonera o Reguerón, 1,35 m³/s - Rambla del Bosch - Rambla Nogalte - Río Luchena - Río Turrilla - Rambla Torrealvilla | Por la izquierda: - Río Madera - Río Tus, 0,15 m³/s - Río Mundo, 20,42 m³/s - Río Bogarra o Madera - Rambla del Judío - Rambla del Moro - Rambla del Tinajón - Río Chícamo |

## Régimen fluvial

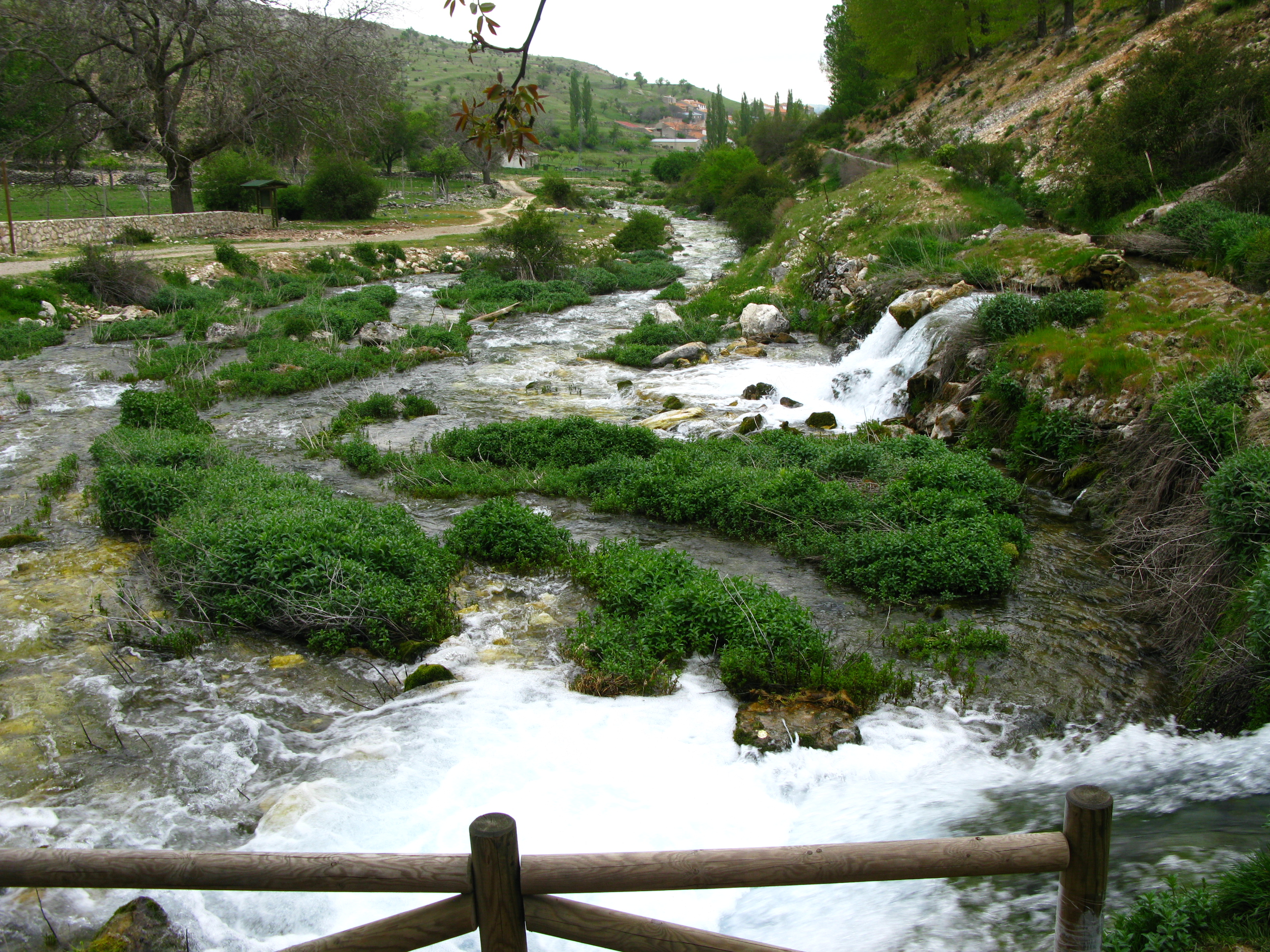
Nacimiento del río Segura en Pontones (Jaén).

El Segura es en cabecera un río pluvio-nival pero en la mayor parte de su cuenca es pluvial mediterráneo, con grandes crecidas otoñales. Con unos veinte embalses en su cuenca su caudal se ha visto completamente alterado de modo que presenta el mínimo en verano y el máximo en otoño, debido a las necesidades del riego en Murcia y Alicante. El caudal medio en la desembocadura es de menos de 1 m³/s, mermado por su intenso aprovechamiento hídrico.
El caudal del Segura está aumentado en la Vega Alta del Segura por las aportaciones del trasvase Tajo-Segura que desemboca en el embalse del Talave, en el río Mundo. Este caudal cesa en un gran porcentaje a partir del azud de Ojós, donde prácticamente su caudal se distribuye en los dos ramales del post-trasvase: el del este que va hacia Alicante y Campo de Cartagena y el del oeste que va hacia el valle del Guadalentín y Almería. Por tanto el caudal que llega al azud de la Contraparada, a partir de donde se distribuye el agua a las acequias mayores de la Huerta de Murcia tradicional, es ya escaso de por sí.
| Punto de aforo       | Caudal (m³/s ) |
| -------------------- | -------------- |
| Cenajo               | 17,1           |
| Cieza                | 26,3           |
| Orihuela             | 5              |
| Guardamar del Segura | 1              |

## Inundaciones
El Segura es un río famoso por sus furiosas crecidas y temidas inundaciones, teniéndose registro de algunas ya en la Baja Edad Media, por lo que el control de estas ha sido desde tiempo atrás motivo de construcción de obras de defensa tales como presas, motas, canales de derivación y encauzamiento en algunos tramos. Pese a la gran cantidad de embalses, los desbordamientos continuaron durante el siglo XX de modo que se tuvo que redactar y ejecutar un plan integral contra las avenidas que se llevó a cabo en la década de 1990.

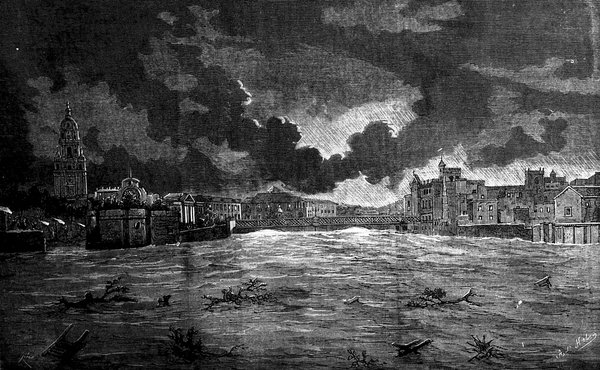
Grabado de la riada de Santa Teresa a su paso por Murcia el 15 de octubre de 1879.

Ya están documentadas algunas crecidas del Segura en la Baja Edad Media empezando por la de octubre de 1328 y destacando la frecuencia ya en esa época de desastrosas avenidas, con diecisiete episodios de importancia durante el siglo XV, el más importante el de septiembre de 1452, lo que llevó a desarrollar mejoras en el cauce y varios proyectos de encauzamiento en la capital murciana.
En 1545 el desbordamiento del Segura inundó Murcia y su huerta siendo la más importante crecida hasta la fecha. En 1651 la Riada de San Calixto causó 1500 muertos en Murcia con un caudal de 1700 m³/s. En 1879 la célebre Riada de Santa Teresa superó los 1800 m³/s tanto en Murcia como en Orihuela, marcando los registros históricos más altos de la historia y causando más de 1000 muertos y numerosos destrozos en la Región de Murcia y la Vega Baja. En dicha riada el río Segura alcanzó en Murcia más de 10 m de altura, sobrepasando la defensa del Malecón y cubriendo los ojos del Puente Viejo, según los cronistas de la época.

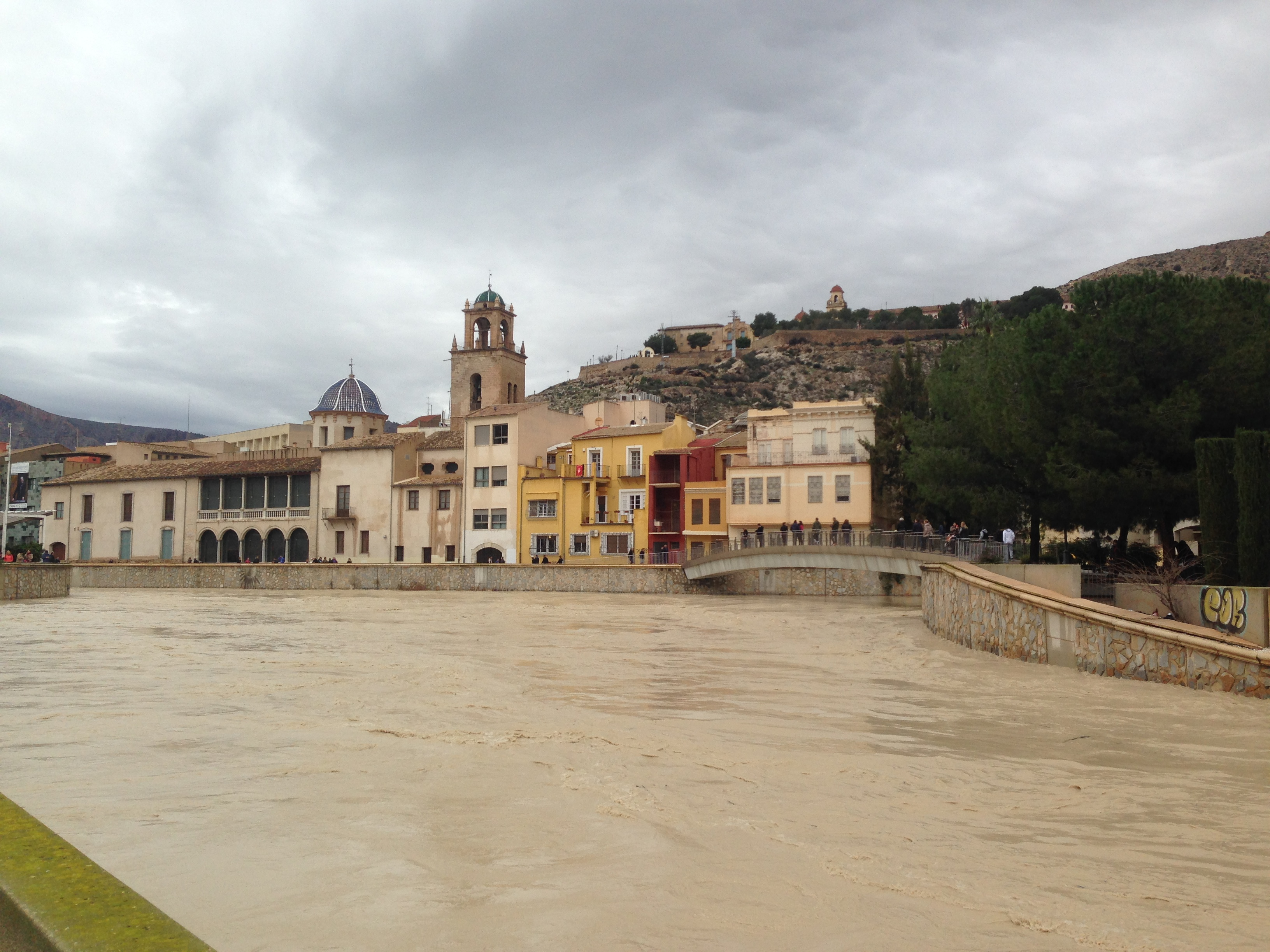
Riada de diciembre de 2016 a su paso por Orihuela

En el siglo XX las riadas de 1946, 1948, 1973, 1982, 1987 y 1989 han pasado a la historia superándose en muchas de ellas los 1000 m³/s de caudal máximo instantáneo, siendo en 1982 la última vez que se desbordó en el casco urbano de Murcia, superando los 6 m. Debido a ello es el río más controlado de Europa y fue canalizado a finales del siglo XX en su cuenca baja. Gracias a las obras se evitó el desbordamiento en las crecidas de 1997, 2000 y 2012. En esta última se evitó que el caudal de las numerosas ramblas y ríos que desembocan al Segura aportasen su caudal, de modo que el módulo máximo se vio reducido a 80 m³/s y 1,29 m en Murcia y a 90 m³/s y 5,89 m en Jacarilla cuando su principal afluente, el Guadalentín, superó en Totana los 1000 m³/s y el río Mula los 100 m³/s. Aun así el nivel fue muy alto en la Vega Baja, estando cerca de desbordarse en Orihuela. En la gota fría de diciembre de 2016, tras lluvias de más de 150 mm en buena parte de la cuenca media y baja del Segura el caudal en Murcia fue de 140 m³/s y superó los 3 m de profundidad en el Puente Viejo. Aguas abajo se desbordó en Orihuela donde superó los 6 m inundando parte de la huerta y del casco urbano.
En septiembre de 2019, tras lluvias superiores a los 200 mm en buena parte de la Región de Murcia y la provincia de Alicante con el pico de 520,8 mm en Orihuela, se produjo una importante avenida del Segura con desbordamientos en Cieza, Blanca, Archena, Ceutí, Lorquí, Molina de Segura, varias pedanías de la capital murciana, Beniel, y sobre todo en Orihuela y el resto de la Vega Baja. El río Segura alcanzó en Murcia una altura de 5,70 m en el Puente Viejo, estando cerca de desbordarse. Los mayores problemas fueron en la Vega Baja, donde confluyen Segura, Guadalentín y el canal que lleva el desagüe del pantano de Santomera, que tuvo que ser abierto al llenarse por completo tras las lluvias. En la Vega Baja se desbordó en todos los municipios por donde pasa desde Orihuela hasta Rojales, rompiendo diversas motas e inundando la huerta y varios cascos urbanos, entre ellos el centro de Orihuela. La rotura más grave fue la de la mota que hay a la altura de Algorfa y Almoradí, lo que provocó un desbordamiento de unos 20 m³/s durante varios días y la inundación de Dolores, Daya Nueva, Daya Vieja, además de la propia ciudad de Almoradí.
| Fecha              | caudal (en m³/s) | caudal (en m³/s) | caudal (en m³/s) | altura (en m) | altura (en m) |
|                    | Cieza            | Murcia           | Orihuela         | Murcia        | Rojales       |
| ------------------ | ---------------- | ---------------- | ---------------- | ------------- | ------------- |
| octubre de 1651    |                  | 1700             |                  |               |               |
| octubre de 1834    |                  | 938              |                  |               |               |
| octubre de 1879    |                  | 1890             | 2500             | 10,50         | 6,54          |
| octubre de 1884    |                  | 1425             |                  |               |               |
| octubre de 1895    |                  | 1230             |                  |               |               |
| abril de 1946      | 500              | 1187             | 1138             | 6,60          |               |
| octubre de 1948    | 588              | 934              | 1172             |               |               |
| octubre de 1973    | 31               |                  |                  |               | 6,34          |
| octubre de 1982    | 43               |                  |                  | 5,85          | 4,60          |
| noviembre de 1987  | 41               |                  |                  | 5,00          |               |
| septiembre de 1989 | 38               |                  |                  | 5,20          | 7,28          |
| septiembre de 2019 | 102              | 287              |                  | 5,70          | 6,17          |

## Plan de defensa contra avenidas
La escasez e irregularidad de las precipitaciones y la fuerte pendiente de los cauces en su cuenca, marcan un carácter torrencial, donde casi todo el tiempo la mayor parte de los mismos permanecen secos y, en otras ocasiones, solo se puede aprovechar, de manera natural, una pequeña porción del agua fluyente, de manera que la mayoría del agua se dirige directamente al mar, produciéndose, en muchos casos, graves inundaciones ya que durante muy poco espacio de tiempo se pueden producir precipitaciones que conforman un importante porcentaje del total de las precipitaciones anuales.
Para acabar con estos desbordamientos del río Segura, la Administración General del Estado puso en marcha el denominado Plan de defensa de avenidas, un proyecto que se llevó a cabo tras largos años de estudios hidrológicos previos y que consistió en el recrecimiento de presas existentes, la construcción de nuevas presas y la realización de encauzamientos de varios tramos del río Segura.
Precisamente uno de estos reencauzamientos recibió en 1994 el prestigioso Premio Internacional Puente de Alcántara, por la singularidad del proyecto y su integración en el ecosistema local mediante la recuperación de especies vegetales autóctonas y por ser un proyecto pionero en respetar el equilibrio medioambiental.
Tras la mejora del cauce, los beneficios para la cuenca del Segura han sido evidentes. Desde la ejecución de las obras, no se han detectado inundaciones significativas por lo que la población de la zona, 1 600 000 habitantes, se ha visto altamente favorecida. En lo que respecta a los beneficios económicos, el proyecto ha permitido el desarrollo de los territorios que antes estaban amenazados y que en la actualidad se encuentran protegidos por estas infraestructuras.
Medioambientalmente, al haberse realizado un número importante de actuaciones en presas de laminación, no ha sido necesaria la creación de nuevos embalses, es decir, no se han tenido que inundar terrenos, ni crear nuevos ecosistemas asociados a los humedales creados por las retenciones en los vasos de las presas.
En cuestión tecnológica, con el objeto de mejorar la gestión de las avenidas y de su normal explotación, se ha implementado el Sistema Automático de Información Hidrológica (SAIH), un sistema que permite el conocimiento, en tiempo real, de la situación hidrológica de la cuenca permitiendo activar las alarmas necesarias a la población. Este sistema aún se encuentra en fase de ampliación y mejora.
La fase de ejecución de la infraestructura hidráulica fue innovadora en su tiempo por el desarrollo que significó en los ensayos de modelos reducidos. En la actualidad la innovación está ligada al SAIH en el que se están implementando las últimas tecnologías en lo relativo a sensores de campo, comunicaciones y tecnologías de la información.
El coste total del Plan de defensa de avenidas fue de unos 500 millones de euros. La primera fase del SAIH fue de 18 millones de euros y, para su ampliación y mejora, está previsto una inversión adicional de otros 20 millones de euros. En la actualidad, el Plan tiene un coste de mantenimiento anual de 2 millones de euros financiados por la Administración del Estado.
La experiencia de lo realizado en la cuenca del Segura puede ser un ejemplo de la metodología utilizada para otras organizaciones con problemáticas similares y más cuando los cambios climáticos pueden producir con mayor frecuencia fenómenos externos, es decir, inundaciones y sequías.

## Poblaciones y municipios que atraviesa
- En la provincia de Jaén: Pontones (Santiago-Pontones)
- En la provincia de Albacete: Yeste, Letur, Elche de la Sierra, Férez, Socovos y Hellín.
- En la Región de Murcia: Moratalla, Calasparra, Cieza, Abarán, Blanca, Ojós, Ulea, Villanueva del Segura, Archena, Ceutí, Lorquí, Alguazas, Molina de Segura, Torres de Cotillas, Javalí Nuevo, Alcantarilla, Murcia, Alquerías, El Raal y Beniel.
- En la provincia de Alicante: Orihuela, Jacarilla, Benejúzar, Algorfa, Almoradí, Benijófar, Formentera del Segura, Rojales y Guardamar del Segura.

## Embalses y pantanos

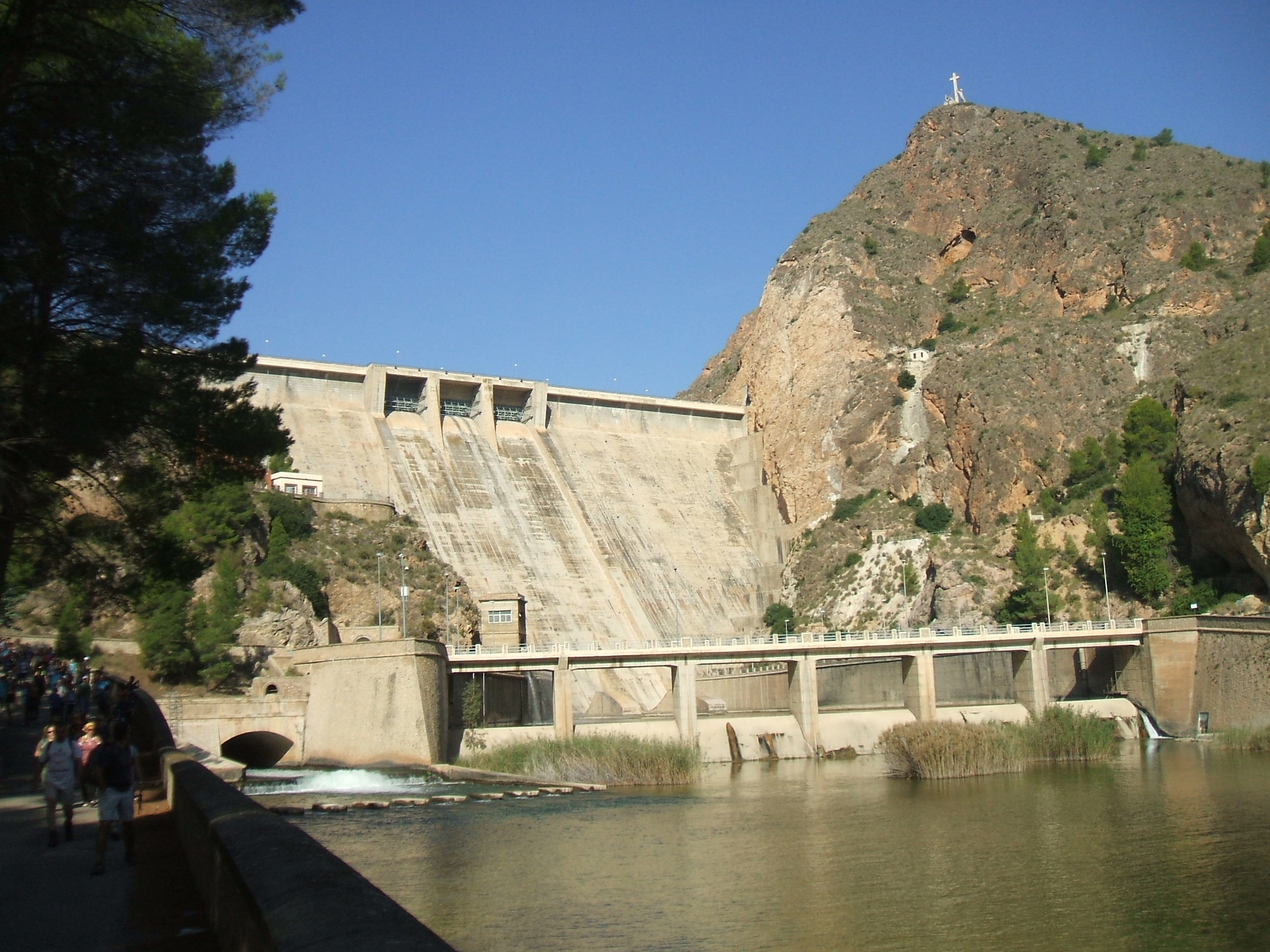
Presa del embalse del Cenajo

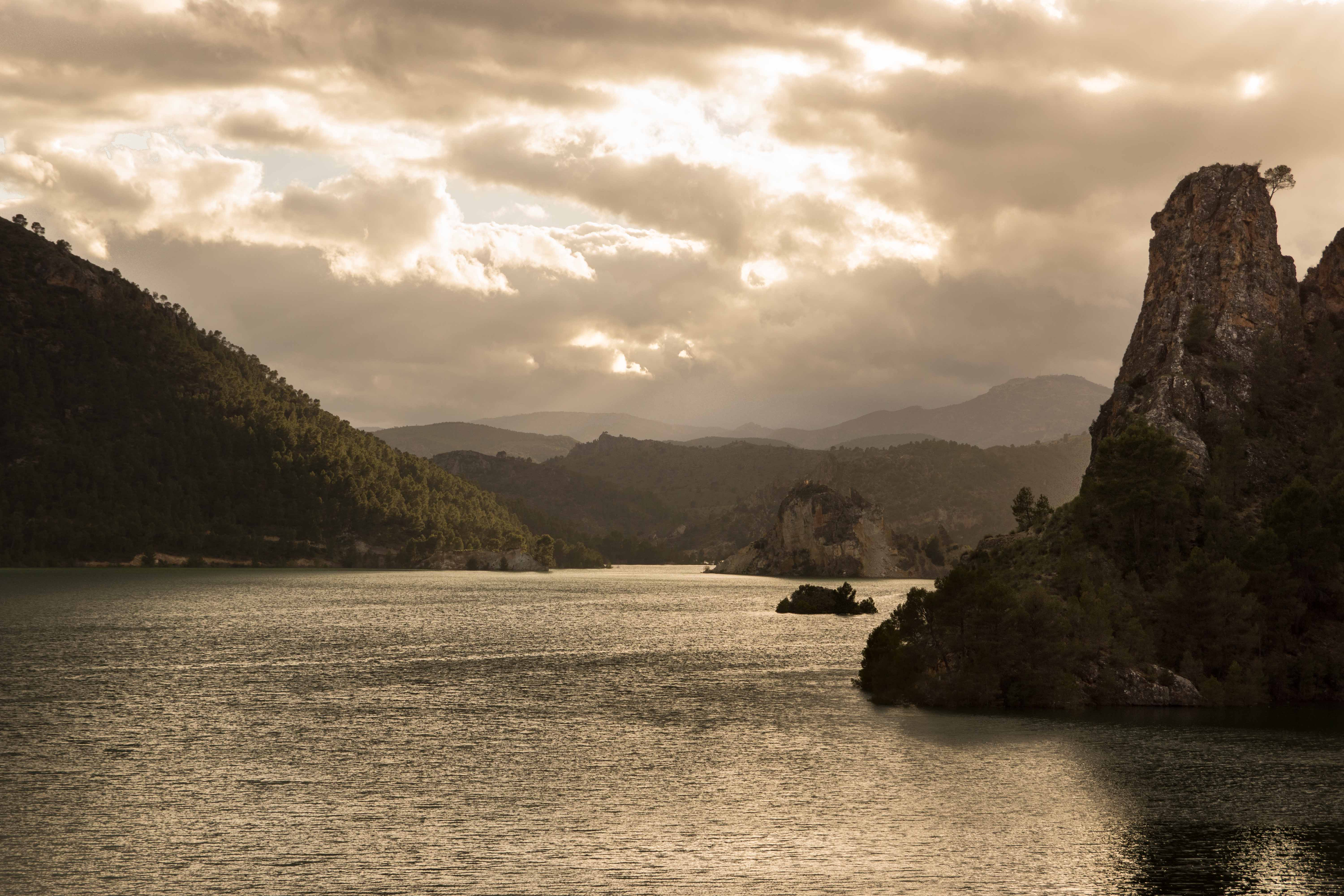
Embalse de la Fuensanta con su capacidad casi completa en marzo de 2013

La cuenca del Segura tiene una capacidad de embalse de 1129 hm³. 
En su curso, el río Segura cuenta con los siguientes embalses:
- Anchuricas: 6 hm³;
- Fuensanta: 210 hm³;
- Cenajo: 472 hm³;
- Azud de Ojós

## Bosque de ribera
El bosque de ribera del Segura está formado por álamos (Populus alba), olmos (Ulmus minor), tarays (Tamarix canariensis), almeces (Celtis australis), fresnos (Fraxinus angustifolia) e incluso algunos sauces (Salix sp. pl.) y sauzgatillos (Vitex agnus-castus) acompañados de baladres (Nerium oleander).

### Galería
|                      |
| Álamo (Populus alba) |

|                    |
| Olmo (Ulmus minor) |

|                              |
| Tarays (Tamarix canariensis) |

|                          |
| Almez (Celtis australis) |

|                                |
| Fresno (Fraxinus angustifolia) |

|                   |
| Sauce (Salix sp.) |

|                                                  |
| Sauzgatillo omsauce gatillo (Vitex agnus-castus) |

|                           |
| Baladre (Nerium oleander) |